# Marin Andrei
Marin Andrei (n. 22 octombrie 1940, Târgoviște) este un fost fotbalist român. A participat la turneul de fotbal al Jocurilor Olimpice din 1964 de la Tokio.

## Biografie
Marin Andrei s-a nascut pe data de 22 octombrie 1940 in Targoviste , acesta a fost un portar important roman care a aparat la Jocurile Olimpice din 1964 din Tokyo si a fost rezerva lui Rica Raducanu in sezonul 1966-67 in care Rapid Bucuresti a reusit sa castige primul titlu , aparand 3 meciuri . In perioda de la Metalul Targoviste a fost cunoscut pentru aducerea unui urs in vestiar si cresterea sa pana cand a fost luat la Zoo .

## Caracteristici tehnice
Portar cu o personalitate puternică și un fizic robust, s-a remarcat prin eleganța în mișcări, fără a renunța totuși la concretețe: avea, de fapt, o predispoziție marcată de a bloca mingea sau, alternativ, de a o respinge lateral, pentru a evita eventualele. reluări la net și să apară în intervenții în timp util la producție mare. Marin Andrei a fost un portar stabil care detine recordul pentru cea mai indelungata perioda fara gol primit .

## Cariera

### Club
Marin Andrei și-a început cariera de senior jucând la Metalul Târgoviște în Divizia B și după două sezoane a reușit să promoveze în Divizia A , competiție în care a debutat pe 20 august 1961 într-o victorie cu 3–1 împotriva UTA Arad .  După un sezon de Divizia A cu Metalul Târgoviște a plecat să joace împreună cu antrenorul Valentin Stănescu la Rapid București .  Andrei a fost un jucător important în primele trei sezoane petrecute cu Giuleștenii , echipa reușind să fie secundă în toți cei trei ani, tot în Divizia A 1964-1965 .sezon a stabilit un record de competiție pentru portari de 770 de minute fără a primi gol.  În sezonul 1966-1967 din Divizia A a ajutat Rapidul să câștige primul titlu din istoria clubului, jucând doar trei meciuri, prima alegere a echipei pentru poziția de portar a fost Rică Răducanu .  În sezonul următor, Andrei a jucat patru meciuri în ligă, după care a plecat să joace un sezon la Steaua București , unde a făcut opt apariții în campionat, având o competiție grea cu internaționali. portarii Carol Haidu și Vasile Suciu , reușind și ei să câștige Cupa României .  A mers să joace la Progresul București în liga secundă pentru o jumătate de an, după care a semnat cu Dinamo București , devenind astfel primul jucător care a jucat la Rapid , Steaua și Dinamo .  A câștigat titlul de Divizia A din 1970-1971 cu Dinamo în care a jucat patru meciuri, prima alegere a echipei pentru postul de portar a fost Mircea Constantinescu , de asemenea, a avut trei apariții pentru club în Cupa Europei 1971–72 . Marin Andrei și-a încheiat cariera după ce a jucat un sezon în liga secundă pentru Chimia Râmnicu Vâlcea cu care a câștigat Cupa României .
În 1967, Andrei a fost contactat de campioana peruană Club Universitario de Deportes , care dorea un portar european, dar i s-a refuzat un transfer acolo pentru că regimul comunist din România nu i-a permis acest lucru.

### National
Marin Andrei a jucat un meci pentru România pe 23 octombrie 1965, sub antrenorul Ilie Oană , într-o înfrângere cu 2-1 împotriva Turciei la preliminariile pentru Campionatul Mondial de Fotbal 1966 .  Andrei a mai jucat pentru echipa olimpică a României într-un amical care s-a încheiat cu o victorie cu 2–1 împotriva Iugoslaviei , jucând, de asemenea, două meciuri la Jocurile Olimpice de vară din 1964 de la Tokyo , apărând într-o victorie cu 1–0 împotriva Iranului și în o victorie cu 4–2 împotriva Ghanei , ajutând echipa să termine pe locul 5

## Statistici

### Istoricul prezenței și obiectivele naționale
| Istoricul complet al aparițiilor și golurilor echipei naționale - Romania | Istoricul complet al aparițiilor și golurilor echipei naționale - Romania | Istoricul complet al aparițiilor și golurilor echipei naționale - Romania | Istoricul complet al aparițiilor și golurilor echipei naționale - Romania | Istoricul complet al aparițiilor și golurilor echipei naționale - Romania | Istoricul complet al aparițiilor și golurilor echipei naționale - Romania | Istoricul complet al aparițiilor și golurilor echipei naționale - Romania | Istoricul complet al aparițiilor și golurilor echipei naționale - Romania |
| Data                                                                      | Oraș                                                                      | Acasa                                                                     | Rezultat                                                                  | Vizitatori                                                                | Concurență                                                                | Rețele                                                                    | Minute                                                                    |
| ------------------------------------------------------------------------- | ------------------------------------------------------------------------- | ------------------------------------------------------------------------- | ------------------------------------------------------------------------- | ------------------------------------------------------------------------- | ------------------------------------------------------------------------- | ------------------------------------------------------------------------- | ------------------------------------------------------------------------- |
| 23-10-1965                                                                | İstanbul                                                                  | Turcia                                                                    | 2-1                                                                       | Romania                                                                   | Calificari Cupa Mondiala 1966                                             | -                                                                         | 90'                                                                       |
| Total                                                                     |                                                                           | Prezența                                                                  | 4                                                                         |                                                                           | Rețele                                                                    | -                                                                         |                                                                           |

## Palmares

### Jucător

#### Club

##### Competiții naționale
- Campionatul Romaniei : 2

Rapid Bucuresti : 1966-1967 , Dinamo Bucuresti : 1970-1971
- Cupa României : 2

Steaua București : 1968-1969 Chimia Râmnicu Vâlcea : 1972-1973
- Divizia Secunda : 2

Progresul București : 1969–1970 Metalul Târgoviște : 1960–1961

##### Competiții internaționale
- Cupa Balcanilor : 2

Rapid București : 1963–1964 , 1964–1966